# Darius Dimavičius
Darius Dimavičius (Kaunas, Lituania, 8 de abril de 1968) es un exjugador  y entrenador de baloncesto lituano. Con 2.06 de estatura, jugaba habitualmente en la posición de ala-pívot. Obtuvo la medalla de bronce con la selección de baloncesto de Lituania en los Juegos Olímpicos de Barcelona 1992.

## Trayectoria

### Clubes
| Club                 | País            | Año         |
| -------------------- | --------------- | ----------- |
| Žalgiris Kaunas      | Lituania        | 1989 - 1991 |
| BC Prievidza         | Eslovaquia      | 1991 - 1994 |
| BBC Sparta Bertrange | Luxemburgo      | 1994 - 1995 |
| BC Prievidza         | Eslovaquia      | 1995 - 1997 |
| USK Praha            | República Checa | 1998        |
| Lietuvos Rytas       | Lituania        | 1998 - 1999 |
| Panevėžys            | Lituania        | 1999 - 2000 |
| Gmunden Swans        | Austria         | 2000 - 2001 |
| Barreirense          | Portugal        | 2001 - 2003 |
| Gymnastikos Larissas | Grecia          | 2003- 2004  |
| BC Brno              | República Checa | 2004 - 2005 |
| BK SPU Nitra         | Eslovaquia      | 2005 - 2006 |
| Atletas Kaunas       | Lituania        | 2006        |

### Selección nacional
Dimavičius integró el plantel de la selección de baloncesto de Lituania que obtuvo la medalla de bronce en el torneo de baloncesto masculino de los Juegos Olímpicos de Barcelona 1992.

## Entrenador
Dimavičius comenzó su carrera como entrenador en el Atletas Kaunas. Posteriormente dirigió a equipos del ascenso lituano (Jonavos y Raseinių), y tuvo la oportunidad de comandar al BC Prievidza de Eslovaquia.
En la temporada 2013-14 se desempeñó como asistente del entrenador Antanas Sireika en el Tochigi Brex de la NBL de Japón.
En el verano de 2015 trabajó como asesor del club sudafricano Duzi Royals, transmitiéndoles el saber hacer sobre organización de equipos profesionales y desarrollo de talentos jóvenes.